# Igreja Presbiteriana na Coreia (HanYoung)
A Igreja Presbiteriana na Coreia (HanYoung) - em coreano 대한예수교장로회 (한영) - é uma denominação presbiteriana reformada na Coreia do Sul. 
Desde sua fundação, em 1963, até 2007, a denominação se chamava Igreja Cristã Coreana de Deus e aderia a doutrina pentecostal, wesleyana, arminiana e do Movimento de Santidade. 
Todavia, desde setembro de 2007, a denominação aderiu a Teologia Reformada, mudando completamente sua orientação teológica. Desde então, adotou o nome atual.

## História

### Fundação
Em 1963, o pastor Pastor Han Young Cheol fundou a Igreja Cristã Coreana de Deus, à época uma denominação pentecostal, wesleyana, arminiana e do Movimento de Santidade.
Em 1970, a denominação fundou seu seminário para a formação de pastores, sob a direção do  Dr. Young-Cheol Han. 
Em 1996, o seminário foi renomeado para "Seminário Teológico Han Young", em homenagem ao fundador da denominação.
Em 2017 o seminário deu origem a atual Universidade Han Young de Seul. 

### Mudança de posicionamento teológico
Em setembro de 2007, a denominação já era formada por 573 igrejas e tinha 744 pastores.
Neste ano, sob liderança do pastor Han Young Hoon, a denominação optou por abandonar a teologia pentecostal, wesleyana, arminiana e do Movimento de Santidade. 
Desde então, aderiu à Teologia Reformada.
Membros da Igreja Presbiteriana na Coreia (HapDong) (a maior denominação presbiteriana da Coreia) foram responsáveis por fazer o treinamento dos pastores e líderes da denominação que estava aderindo a doutrina reformada.  
Desde então, a igreja mudou seu nome para Igreja Presbiteriana na Coreia (HanYoung). 
À época, a mudança foi alvo de diversas críticas, sobretudo de lideranças pentecostais da Coreia do Sul.

### Década de 2020
Desde a mudança doutrinária, a denominação foi aceita no Concílio de Igrejas Presbiterianas na Coreia. 
Em 2024, o pastor Seung-Sik Park foi eleito presidente da assembleia geral da denominação.

## Doutrina
A denominação subscreve a Confissão de Fé de Westminster, o Credo dos Apóstolos e apoia a ordenação de mulheres.

## Relações intereclesiáticas
A denominação é membro do Concílio de Igrejas Presbiterianas na Coreia.